# Cori (cráter)

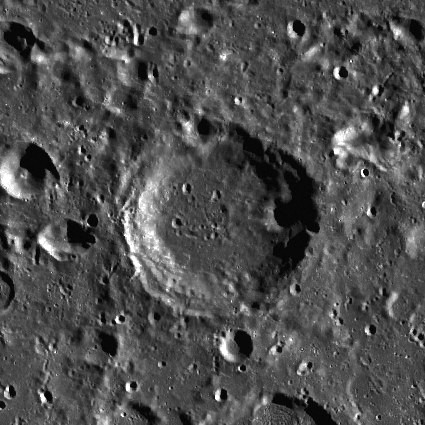
Fotografía de la misión Lunar Reconnaissance Orbiter

Cori es un cráter de impacto que se encuentra en el hemisferio sur de la cara oculta de la Luna, a menos de un diámetro de distancia al norte del cráter Baldet. Al noroeste aparece el cráter Grissom.
Se trata de una formación circular con un borde exterior algo erosionado. La pared interior presenta un escalón alrededor del perímetro occidental, donde el material se ha desplomado ligeramente del contorno. Se localizan un pequeño saliente en la pared norte y un cráter de reducido tamaño situado contra la pared interior del lado este. El suelo interior está marcado por unos diminutos cráteres, pero no muestra crestas o irregularidades notables.
Lleva el nombre de Gerty Cori, la primera mujer estadounidense en ganar el Premio Nobel y la primera mujer en ganar este premio en la categoría de medicina.

## Cráteres satélite
Por convención estos elementos son identificados en los mapas lunares poniendo la letra en el lado del punto medio del cráter que está más cerca de Cori.
|      | \| Cori \| Coordenadas \| Diámetro \| \| ---- \| -------------------------------- \| -------- \| \| G \| 50°54′S 147°00′O / -50.9, -147.0 \| 20 km \| |          |
| Cori | Coordenadas | Diámetro |
| G    | 50°54′S 147°00′O / -50.9, -147.0 | 20 km    |